# Fût fibre

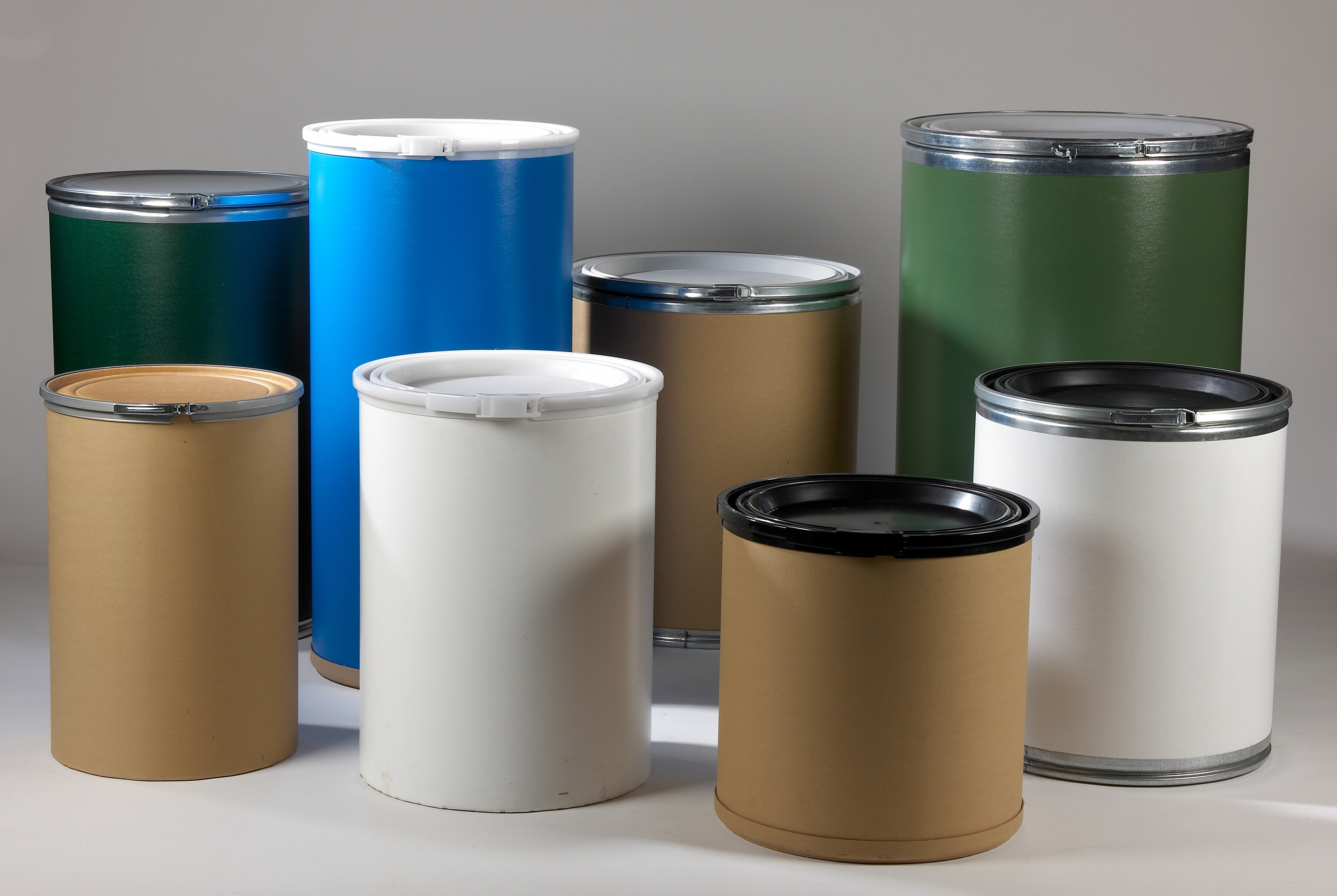
Un ensemble de fûts fibre de tailles et de finitions variées, dotés de différents systèmes de fermeture et de couvercles en carton, métal et plastique.

Les fûts fibre – dit aussi fûts kraft ou fûts carton – sont des emballages de forme cylindrique, majoritairement réalisés en carton produit à partir de papier kraft, destinés au transport et à la manutention des marchandises en vrac et des produits industriels, par exemple :
- des produits chimiques pulverulents ou pateux comme : nitrocellulose, charbon actif, alumine, pesticides, poudres, catalyseurs, polystyrène expansé, mastic, silicones, etc. ;
- Certains liquides classés non dangereux par l’Organisation des Nations unies ;
- Des produits industriels en vrac ;
- Des produits et poudres pharmaceutiques ;
- des produits et poudres agro-alimentaires.

## Constitution
- Le couvercle, en kraft ou en plastique, pourvu d'un collier de fermeture ou d'un cerclage ;
- Le corps proprement dit est un cylindre obtenu par enroulage d'une feuille de kraft "liner" (300g/m2) laminé collé, parfois doublé d'une feuille d'étanchéité en polyéthylène. Selon les caractéristiques du couvercle, le haut et le bas du fût peuvent être roulés afin d'en augmenter les performances mécaniques.
- Le fond est un disque le plus souvent en kraft laminé ou en plastique moulé, renforcé par une cornière circulaire.

## Avantages spécifiques
- Un fût fibre est, en moyenne, deux fois moins lourd que son équivalent en fût métal (8 à 10 kilos à vide, contre 16 à 21 kilos pour l’équivalent métallique[1]) ;
- Certains types de fûts fibre offrent des performances de stockage en conditions extérieures humides comparables à celles du fût métal[2] et sans risque d'oxydation ou de corrosion ;
- Le fût fibre est empilable (gerbable) sur 2 à 3 couches selon ses caractéristiques propres ;
- Il peut être produit sans matière métallique, ce qui le rend extrêmement sûr pour les industries agro-alimentaires, cosmétiques ou pharmaceutiques[3] ;
- La nature de ses constituants est particulièrement adaptée au recyclage ;

## Numéro d’homologation ONU
De nombreux modèles de fûts fibre ou kraft sont homologués pour le transport de matières classées dangereuses par l’Organisation des Nations unies. Dans ce cas, un marquage appelé « Numéro d’homologation ONU » est apposé sur les fûts.